# Oreodytes sierrae
Oreodytes sierrae är en skalbaggsart som beskrevs av Elwood C. Zimmerman 1985. Oreodytes sierrae ingår i släktet Oreodytes och familjen dykare. Inga underarter finns listade i Catalogue of Life.